# Родс, Дженнифер
Дженнифер Родс (англ. Jennifer Rhodes; род. 17 августа 1947, Розиклер, Хардин, Иллинойс) — американская актриса.

## Биография
Дженнифер Родс родилась и выросла в Розиклейере, небольшом городке на реке Огайо. Во время обучения в Университете Южного Иллинойса, она заинтересовалась театром и вскоре после выпуска переехала в Нью-Йорк. Там она стала изучать актёрское искусство и в ближайшее время уже стала получать небольшие роли в театрах. После замужества, она с мужем Джорданом Родсом переехала в Лос-Анджелес, где она стала сниматься на телевидении и в кино.
Впервые на экранах она появилась в одном из сериалов конца 1960-х годов. Затем последовали целый ряд сериалов, включая такие, как «Мэтлок», «Квантовый скачок», «Скорая помощь» и «Друзья».
Наиболее запоминающейся стала её роль Грэмс — призрачной бабушки трёх сестёр из сериала «Зачарованные». Хоть и не регулярно, она всё же появилась во всех восьми сезонах этого сериала.

## Фильмография
- 1987 — В погоне за призраком — мадам Сант Эсприт
- 1987 — Кровавая вечеринка 2 — миссис Бейтс
- 1989 — Смертельное влечение — мать Вероники
- 1992 — Убийство с куклами — миссис Лэндерс
- 1994 — Ночь демонов 2 — сестра Глория
- 1997 — Идеальные убийцы — Ханна
- 2007 — В погоне за Чайковским — миссис Уиннингтон
- 2009 — Ну что, сыграем? — Хоуп
- 2011 — Отправление — миссис Гордон
- 2013 — Пропавший медальон — миссис Салли
- 2014 — Больной от любви — мать

## Телевизионные работы
- Морская полиция: Спецотдел, 19 сезон 19 серия (2022) — Клаудия
- Менталист, 4 сезон 23 серия (2012) — член клуба 19:24
- Детектив Раш (2007) — Миранда Эллисон
- Девчонки Гилмор (2006) — Бэверли
- Зачарованные (1999-2006) — Пэнни «Грэмс» Холлиуэл
- Агентство (2001)
- Лучшие (2001) — Джоди Салк
- Элли Макбил (1999) — Тётя Глэдис
- Друзья (1997) — Миссис Линч
- Скелеты (1996) — Миссис Голвэй
- Третья планета от Солнца (1996) — Миссис Самнер
- Мерфи Браун (1996) — Миссис Кроуфорд
- Скорая помощь (1996) — Миссис Хэнри
- Нас пятеро (1995) — Кэролин Прюскай
- Дневники «Красной туфельки» (1995) — Мамаша
- Из мира в мир (1993) — Мать
- Полный дом (1992) — Лиз Ларсон
- Мортон и Хейз (1991)
- Квантовый скачок (1989) — Агнес Стивенс
- Закон Лос-Анджелеса (1987-1988) — Мисс Гилковски
- Мэтлок (1986) — Грэйси Филдер
- Детектив Майк Хаммер (1986)
- Слава (1985) — Джойс Чэпман
- Досье детектива Рокфорда (1979) — Джин Мартин
- Лу Грант (1978) — Доктор Роберта Гиани
- Маленький домик в прериях (1979-1982) — Миссис Хэйл